# 14003 Waynegilmore
14003 Waynegilmore è un asteroide della fascia principale. Scoperto nel 1993, presenta un'orbita caratterizzata da un semiasse maggiore pari a 2,596535 UA e da un'eccentricità di 0,064600, inclinata di 3,880801° rispetto all'eclittica. Ha un diametro di 2,597 km e un'albedo di 0,287.